# باولو إميليو
باولو إميليو (Paulo Emilio Frossard Jorge) (مواليد 3 يناير 1936) هو مدرب كرة قدم.

## وصلات خارجية
- J.League Data Site (باليابانية)